# Letholycus
Letholycus is een geslacht van straalvinnige vissen uit de familie van puitalen (Zoarcidae).

## Soorten
- Letholycus magellanicus Anderson, 1988
- Letholycus microphthalmus (Norman, 1937)